# Casa de las Aguas (Moncada y Reixach)
La casa de las Aguas (en catalán: casa de les Aigües), también conocida como los pozos de Moncada, es una antigua estación de extracción y bombeo de las aguas subterráneas del acuífero del Besòs destinada al abastecimiento de agua potable de la ciudad de Barcelona, y está situada en el parque de las Aguas de Moncada y Reixach (Vallés Occidental). Los pozos estuvieron en funcionamiento entre 1878 y 1987, y todavía cuenta con una maquinaria de vapor que, por su diseño y características, es única en el mundo.

## Historia
Las aguas del río Besós ya se aprovechaban en la época romana para traer agua potable a la ciudad de Barcino mediante un sistema de acueductos romanos, utilizados hasta el siglo X. El de acueducto que llegaba desde Montcada, del que se conservan unos arcos situados en la plaza Vuit de Març del barrio Gótico de Barcelona, fue construido en el siglo I y tenía algo más de 11 kilómetros de longitud.
Los acueductos se fueron sustituyendo progresivamente por el uso del agua subterránea del acuífero del Besós, y por la construcción de la Acequia Condal, que suministraba agua a Barcelona y a las poblaciones colindantes de San Andrés de Palomar, San Martín de Provensals y a la propia Moncada. En 1778 se amplió la acequia con otro ramal, con la obra conocida como la mina antigua de Moncada, dividiendo los caudales en dos: uno destinado a la industria y agricultura y otro destinado al agua de boca. El Reixagó (edificio de la mina), la Acequia Condal y las galerías de la mina también se encuentran en el parque de les Aigües.
Las instalaciones de captación y tratamiento de caudales subterráneos del acuífero del Besós se construyeron durante el siglo XIX, después de un periodo de sequía extrema, como un proyecto subvencionado por el ayuntamiento de Barcelona para llevar agua potable a las fuentes públicas de los barrios de Ciutat Vella y de la Barceloneta. El Ayuntamiento de Moncada, gestionado por la empresa municipal Aguas de Moncada, construyó las instalaciones que se inauguraron el día 21 de junio de 1878, realizada según el proyecto del arquitecto municipal de Barcelona Antoni Rovira i Trias.
Entre los años 1915 y 1919, para renovar el sistema de agua de boca tras el episodio de tifus que azotó la ciudad de Barcelona en 1914, Aguas de Moncada construyó en el mismo recorrido el acueducto Bajo de Montcada, que llevaba el agua hasta la Casa de l'Aigua de Trinitat Vella, donde era bombeada hasta la el depósito de Trinitat Nova, para a su vez ser clorada y distribuida en la zona noroeste de la ciudad.
En 1989 el equipamiento dejó de utilizarse debido a la contaminación del agua del acuífero del Besós, y sufrió un proceso de deterioro hasta las obras de rehabilitación realizadas en 2005 mediante una subvención del fondo FEDER, y forma parte del patrimonio como Bien Cultural de Interés Local.

## Descripción arquitectónica
Las instalaciones forman un conjunto de tres edificios aislados, una chimenea y otras construcciones anexas, rodeados por el parque de les Aigües con un jardín románico. El recinto es alargado, tiene dos accesos por los extremos, ocupando una superficie de 4320 m2.
El edificio principal, situado en medio del solar, contiene los pozos, las dos bombas de agua, calderas y la máquina de vapor. Las dos bombas podían bombear hasta 23 000 metros cúbicos de cabal diario. La planta hace forma de té y consta de planta baja y cubierta compuesta de teja plana de encaje y cumbrera de caballetes. Los muros son de ladrillo visto y la cubierta es de cerchas metálicas de unos 5 m de luz y jácenas de celosía. Las fachadas laterales presentan numerosas ventanas de arco escarzano enmarcadas por pilastras coronadas en el tejado por bolas de piedra. La parte baja del paramento está formada por un zócalo de piedra en el exterior y un arrimadero de quebradizo en el interior. El eje de simetría intersecciona con un cuerpo perpendicular que se expresa en la fachada con un frontón escalonado.
Los tres pozos de acceso a los depósitos de agua que se abren en el interior están protegidos por barandillas de hierro forjado. En la parte central existe una gran inscripción conmemorativa de la apertura de las instalaciones, con dos ángeles y el escudo de Barcelona en relieve. Detrás del cuerpo central se encuentran tres calderas y dos máquinas de vapor verticales. Destaca la presencia de unas columnas estriadas de hierro fundido y capitel dorado.
Por debajo del suelo comunica con la chimenea de base cuadrada, de fuste tronco-piramidal hexagonal.
El edificio del aliviadero es de planta irregular, consta de semisótano y bajos. Las fachadas siguen el mismo esquema que el edificio principal pero en dimensiones más pequeñas. La cubierta está a dos aguas, y está formada por una jácena de celosía que descansa en un pilar central de hierro fundido, que al llegar al suelo se convierte en un asiento semicircular cubierto de cerámica en forma de quebradizo.
Otro edificio es la vivienda del maquinista y guarda de las instalaciones y una gran sala de reuniones que parece ser una torre de veraneo. Tiene planta de cruz griega, dos plantas y buhardilla con cubierta de fibrocemento y torreón de cuatro plantas, también con cubierta compuesta con escamas y crestería. La estructura es de muros de carga y techos de vigas metálicas laminadas y bovedilla de baldosa; la cubierta es de cerchas, jácenas y vigas de madera. El portal es de arco de medio punto con terraza cerrada con madera y un balcón bajo cubierta. A cada lado del cuerpo central hay dos ventanas de arco escarzano. El revestimiento es de estuco de cal e imita sillares, zócalos y cornisas.
Por último queda el depósito de agua elevado de planta redonda, ladrillo visto y cubierta cónica.